# Linköpings universitets förtjänstmedalj
Linköpings universitets förtjänstmedalj i guld utdelas för synnerligen förtjänstfulla insatser för Linköpings universitet. 
Förtjänstmedaljen i guld med blå-gult band är formgiven av universitetsadjunkt Mats Nåbo och tillverkad av Sporrongs. På medaljens åtsida står texten Linköpings universitet samt "Semper sint in flore" som är ett citat ur studentsången Gaudeamus igitur.

## Medaljörer
- 1996 – Professor Sven Tägil, professor Sven Erlander
- 1997 – Arborrare Jan Karlsson
- 1999 – Förra skoldirektören Ingegerd Zetterholm-Ankarstrand, docent Åke Frisk
- 2000 – Professor Sven Berg, professor Gunnar Persson, kommunalrådet Kjell Norberg (postumt)
- 2001 – Professor Nils-Holger Areskog, professor Per-Erik Danielsson, professor Göran Graninger, professor Ingemar Lind
- 2002 – Professor Anders Fahlman, professor emeritus Eve Malmquist
- 2003 – Förre landstingsrådet Bo Pettersson, professor Stig Hagström
- 2004 – Landshövding Björn Eriksson, förre ambassadören Gunnar Loneaus
- 2005 – Professor emeritus Lars Ingelstam, universitetslektor Ingrid Granstam
- 2006 – universitetsråd Christer Knuthammar, förvaltningsdirektör Gunnel Norrby
- 2007 – Kommundirektör Björn Johansson, universitetslektor Eva Ohlsson-Leander
- 2008 – Professor Björn Bergdahl, förra riksdagsledamoten Britt-Marie Danestig
- 2009 – Konsult Margareta Josefsson
- 2011 – Enhetschef Jan Engqvist, universitetsarkitekt Anna Hesser, professor Jan-Ove Palmberg, fakultetsråd Inger Sandström
- 2012 – Biträdande professor Eva Enqvist, universitetslektor Jörgen Ljung, professor Johnny Ludvigsson
- 2013 – Fakultetskoordinator Lars Alm, expert Wera Kjellberg
- 2015 – Tidigare rektorssekreterare Gun Mannervik, tidigare director musices Hans Lundgren, universitetslektor Anna-Lena Eriksson Gustavsson
- 2016 – Tidigare ceremonimästare Karin Lohm, tidigare biträdande universitetsdirektör Mats Arwidson
- 2017 – Kommunalråd Lars Stjernkvist, överbibliotekarie Margaretha Grahn
- 2018 – Landshövding Elisabeth Nilsson
- 2019 – Projektchef Anders Berg
- 2022 – Robert Forchheimer, professor emerita Karin Fälth-Magnusson